# Melomys fraterculus
Melomys fraterculus és una espècie de mamífer rosegador de la família dels múrids. Són rosegadors de petites dimensions, amb una llargada de cap a gropa de 153 a 155 mm i una cua de 126 a 140 mm. Es troba a l'illa de Seram, a Indonèsia, on viu en selves pluvials a 1.830 msnm. A causa de la pèrdua del seu hàbitat i de la seva limitada distribució, es troba en perill greu d'extinció.